# Belita Koiller
Belita Koiller (Rio de Janeiro, 1 de dezembro de 1949) é uma física, pesquisadora e professora universitária brasileira. 
Professora do Instituto de Física da Universidade Federal do Rio de Janeiro (UFRJ), trabalha na área de física da matéria condensada, contribuindo para o entendimento das propriedades de sólidos desordenados, particularmente cadeias desordenadas e ligas semicondutoras. Recentemente tem trabalhado com controle quântico de spin e carga eletrônica individual em semicondutores, visando aplicações em informação quântica e computação quântica.
Membro da Academia Brasileira de Ciências desde 1996, foi laureada em 2005 com o Prêmio L'Oréal-UNESCO para mulheres na ciência.

## Biografia
Belita nasceu na cidade do Rio de Janeiro, no bairro de Botafogo, em 1949, vinda de uma família de russos e romenos. Física pela Pontifícia Universidade Católica do Rio de Janeiro (PUCRJ), em 1971. Realizou o doutorado em física na Universidade da Califórnia em Berkeley, sob a orientação do professor Leopoldo Máximo Falicov (1933 – 1995), em 1975.

## Carreira
De volta ao Brasil, foi professora da Pontifícia Universidade Católica do Rio de Janeiro durante 18 anos, de onde saiu para trabalhar no Instituto de Física da Universidade Federal do Rio de Janeiro (UFRJ), em 1994. Foi coordenadora da área de Física da Fundação Carlos Chagas Filho de Amparo à Pesquisa do Estado do Rio de Janeiro (Faperj) entre 1999 e 2004 e foi a primeira física titular da Academia Brasileira de Ciências.
Divide seu tempo trabalhando na UFRJ e na Universidade de Maryland, onde desenvolve projetos em parceria com o departamento de física.
Desde 2010 é editora associada do Journal of Applied Physics.

## Prêmios
Belita Koiller recebeu uma Bolsa Guggenheim em 1981, e quatro anos depois foi membro pesquisador do Conselho Nacional de Desenvolvimento Científico e Tecnológico (CNPq). Em 1995 foi a primeira mulher membro da divisão de física da Academia Brasileira de Ciências. O presidente brasileiro a nomeou Comendador da Ordem Nacional do Mérito Científico em 2002 e tornou-se Grã Cruz da mesma ordem em 2010. Belita Koiller recebeu o Prêmio L'Oréal-UNESCO para mulheres em ciência em 2005. É conselheira internacional da American Physical Society.